# Kiss (Band)
Kiss (meist stilisiert als KISS) ist eine US-amerikanische Hard-Rock-Band, gegründet 1973 in New York. Mit mehr als 100 Millionen weltweit verkauften Alben zählt die Gruppe zu den erfolgreichsten Rock-Bands.

## Geschminkte Gesichter

The Starchild – Paul Stanley
The Demon – Gene Simmons
The Spaceman – Ace Frehley und (leicht verändert) Tommy Thayer
The Catman – Peter Criss und (leicht verändert) Eric Singer
The Fox – Eric Carr
The Ankh Warrior – Vinnie Vincent

Die Band-Mitglieder fielen durch individuelle Kostüme auf und zeigten sich bis 1983 in der Öffentlichkeit nur geschminkt, wobei jedes Bandmitglied eine eigene, festgelegte Schminkmaske hatte (The Demon, The Starchild, The Spaceman, The Catman). Die Gesichter waren weiß geschminkt. Die aufgemalten Masken waren schwarz oder silbern (bei Ace Frehley). Peter Criss hatte beispielsweise die Maske einer Katze. Paul Stanley trug neben der plakatweißen Gesichtsgrundierung, die sein kantiges Kinn betonte, stets einen blutrot angemalten Mund und einen schwarzen Stern um das rechte Auge. Auf die Frage, warum sie geschminkt auf die Bühne gegangen seien, sagte Stanley 1994: „Eigentlich nur, weil wir das spaßig fanden. Natürlich schockierten wir die Leute mit diesen wilden Farben im Gesicht. Aber wir lachten darüber. Und bekamen genau die Aufmerksamkeit, die wir wollten.“
Das Design veränderte sich im Laufe der Zeit immer wieder ein wenig. Am auffälligsten veränderte sich wohl Gene Simmons. Peter Criss’ Make-up ist auf dem Cover des Albums Kiss noch deutlich anders zu sehen. Ace Frehleys Make-up veränderte sich hauptsächlich an den Augenbrauen. Das Starchild-Design von Paul Stanley blieb beinahe unverändert (vor dem Starchild-Design gab es anfangs noch das Bandit-Design). Das Fox-Make-up von Eric Carr hatte auch zwei Versionen. Davor gab es das Hawk-Make-up, das er zuerst tragen sollte, von dem aber alle abrieten, denn er würde damit aussehen wie ein Huhn aus der Sesamstraße. Das Make-up von Tommy Thayer hat einige kleine Unterschiede zum Original von Ace Frehley: die Mundform, die silberne Farbe (in Thayers Fall eher grau), die Breite der schwarzen Linien, die Augenbrauen und die fehlende blaue Farbe aus Thayers Gesicht. Auch Eric Singers Make-up hat viele Unterschiede zum Original von Criss: Die Schnurrhaare, die Form der grünen Bereiche bei den Augen und andere kleine Formunterschiede.

## Geschichte

### Gründungsjahre
Die Ursprünge von Kiss lassen sich zur New Yorker Rock-’n’-Roll-Band Wicked Lester zurückverfolgen. Im Jahr 1972 lernten sich der Grundschullehrer Eugene Klein alias Gene Simmons und der Taxifahrer Stanley Eisen alias Paul Stanley kennen und beschlossen, gemeinsam zu musizieren. Zunächst übernahmen sie in einigen Bands Backing Vocals, bevor sie Wicked Lester gründeten. Simmons und Stanley baten die anderen Mitglieder, die Gruppe zu verlassen, nachdem Epic Records Ende 1972 ein selbstproduziertes Album der Band angenommen hatte. Als diese sich weigerten, verließen sie selbst die Gruppe, im Wissen, dass die restliche Band den Vertrag ohne ihre Songschreiber und Sänger nicht aufrechterhalten konnte.
Nach dem Abgang antwortete Simmons auf eine Suchanzeige im Rolling Stone, in der Schlagzeuger Peter Criss nach einer Band suchte. Nach erfolgreichem Vorspielen stieg Criss bei der Band ein, und im Januar 1973 kam Paul „Ace“ Frehley als Leadgitarrist dazu. Im gleichen Monat benannte man sich in KISS um. Die Namensänderung wird Stanley zugeschrieben, während das Design von Frehley stammte. Der Blitzen ähnelnde Bestandteil „SS“ wurde vielfach als Siegrune interpretiert. Gene Simmons sagte dazu später: „Wir waren keine Nazis. Das hatte nichts mit der SS zu tun. Ich bin schließlich Jude.“ Die Verwendung des Logos wurde in Deutschland weder strafrechtlich verfolgt, noch wurde sie gerichtlich verboten. Die spätere deutsche Plattenfirma wollte jedoch „unnötige Schwierigkeiten“ in der öffentlichen Wahrnehmung vermeiden und das Logo abändern lassen. Sie übte daher entsprechenden Druck auf das Kiss-Management aus, das der Änderung auf den Albencovern der 1980er Jahre schließlich zustimmte (siehe Kontroverse um das Logo).
Der erste Auftritt unter dem neuen Namen Kiss fand am 30. Januar 1973 vor drei zahlenden Zuschauern im Popcorn Club im New Yorker Stadtteil Queens statt. Im Juni desselben Jahres nahm die Gruppe unter der Federführung des Musikproduzenten Eddie Kramer in den Electric Lady Studios ein Demoband mit den fünf Titeln Deuce, Cold Gin, Strutter, Watchin’ You und Black Diamond auf. Das Band landete schließlich auch bei Neil Bogart von Buddah Records.
Im Sommer 1973 gelang es ihrem neuen Manager Bill Aucoin, Kiss einen Plattenvertrag bei Bogarts neuem Label Emerald City Records (kurz darauf umbenannt zu Casablanca Records) zu verschaffen. Am 10. Oktober 1973 begannen in den Bell Sound Studios in New York die Aufnahmen zum Debüt-Album. Am 31. Dezember 1973 hatten Kiss ihren ersten offiziellen Auftritt in der Academy of Music in New York. Bei diesem Konzert setzte Simmons bei einer Feuerspuckereinlage erstmals versehentlich seine Haare in Brand. Er vermutete, Ursache könne das Haarspray gewesen sein, das er in großen Mengen benutzt hatte. Zu seinem Bewegungsstil als Kunstfigur The Demon wurde Simmons inspiriert von dem Monster Ymir aus dem Film Die Bestie aus dem Weltenraum.
Am 5. Februar 1974 startete die Band ihre erste Tournee durch Nordamerika im kanadischen Edmonton; am 18. Februar erschien dazu das Debüt Kiss mit den geschminkten Musikern auf dem Cover. Das Album erreichte Platz 87 in der Hitparade.
Während des gesamten Frühlings und Sommers 1974 betrieben Casablanca Records und Kiss Werbung für das Album. Am 29. März 1974 waren Kiss erstmals im US-Fernsehen zu sehen. In der Sendung Dick Clark’s in Concert spielten sie die Titel Nothin’ to Lose, Firehouse und Black Diamond. Am 29. April 1974 traten Kiss in der Mike Douglas Show auf, wo sie Firehouse spielten und ein Interview mit Gene Simmons stattfand.
Im August 1974 flog die Band nach Los Angeles, um dort ihr zweites Album Hotter than Hell aufzunehmen, das am 22. Oktober veröffentlicht wurde. Die einzige Single-Auskopplung aus diesem Album, Let Me Go, Rock ’n’ Roll, war kein kommerzieller Erfolg. Auch das Album kam über Platz 100 in der Hitparade nicht hinaus.
Obwohl es Kiss gelungen war, etwas Bekanntheit zu erlangen, blieben Hitparadenerfolge bis 1974 aus. So übernahm 1975 Casablanca-Records-Chef Neil Bogart persönlich die Aufgabe, das dritte Album zu produzieren. Er änderte den Sound der Gruppe vom „Garage-Band-Sound“ zu einem sauber durchproduzierten Studioalbum. Das Ergebnis der Arbeit kam unter dem Titel Dressed to Kill im März 1975 heraus. Auf dem Album befand sich das Lied C’m On and Love Me, das ein erfolgreicher Radiohit wurde.

### Bühnenshows mit Schminke, Plateaustiefeln und Feuer in den Gitarren
Dressed to Kill erzielte zwar bessere Verkaufszahlen als die beiden Vorgängeralben; es waren jedoch vor allem die exzessiven Live-Auftritte der Band, die Kiss bekannt machten. Zu den Showeinlagen der Gruppe während ihrer Konzerte gehörten das „Blutspucken“ des Bassisten Gene Simmons (das Blut bestand aus einer Mischung von Joghurt und Lebensmittelfarbe) und das ebenfalls von Simmons vorgeführte Feuerspucken. Zu den geschminkten Gesichtern und den langen, schwarz gefärbten Haaren trugen die Bandmitglieder stets aufwändig gestaltete Phantasiekostüme und hohe Plateaustiefel.
Das Instrument des Leadgitarristen Ace Frehley ging während eines Solos scheinbar in Flammen auf (entsprechende Effekte waren in die Gitarre eingebaut); das in die Höhe aufsteigende Podest des Schlagzeugers Peter Criss sprühte Funken. Zu Paul Stanleys Bühnenshow gehörte, unterstützt durch pyrotechnische Effekte, das Zertrümmern seiner Gitarre im Stile Pete Townshends.

### Späte 1970er Jahre

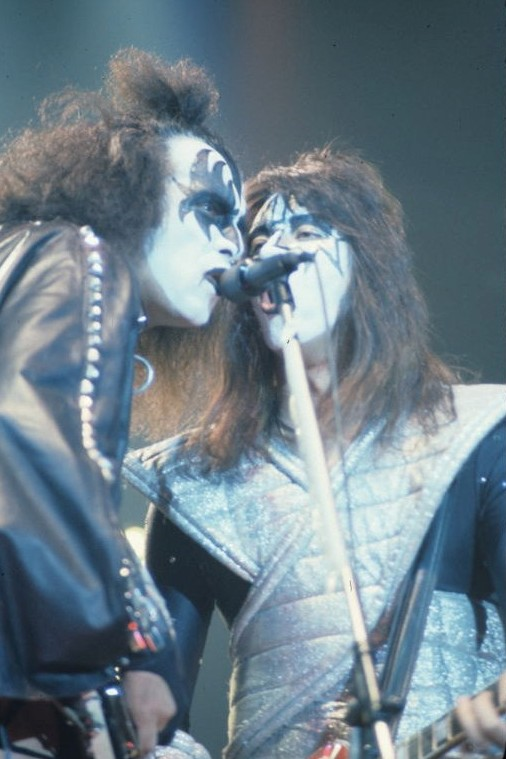
Gene Simmons und Ace Frehley, 1978

Im September 1975 wurde ihr Livealbum mit dem Titel Alive! veröffentlicht. Die meisten Titel des Albums waren während des Auftritts in der Detroiter Cobo Arena aufgenommen worden. Das Livealbum verkaufte sich millionenfach. Es wurde vierfach mit Platin ausgezeichnet und die ausgekoppelte Single Rock and Roll All Nite brachte Kiss erstmals in die Top 40 der Hitparade.
Für das Nachfolgealbum wählte die Gruppe Bob Ezrin als Produzenten aus. Das Resultat dieser Zusammenarbeit war das Album Destroyer, das im März 1976 erschien. Es wurde das kommerziell erfolgreichste Studioalbum von Kiss. Das Cover stammte von Ken Kelly und diente später als Motiv für diverse Merchandising-Produkte, wie T-Shirts, Poster und andere Devotionalien.
Im Oktober 1976 traten Kiss mit den Titeln Detroit Rock City, Beth und King of the Night Time World in der Sendung The Paul Lynde Halloween Special auf.
Im November 1976 erschien Rock and Roll Over und im Juni 1977 Love Gun. Im November desselben Jahres veröffentlichte die Gruppe ihr zweites Livealbum Alive II, das als Doppel-LP erschien und auf der vierten Seite neue Studioaufnahmen enthielt.
In Japan brach Kiss den Besucherrekord für ein Konzert, der bis dahin von den Beatles gehalten wurde. Die Gruppe war auf dem Höhepunkt ihres Erfolgs. Marvel Comics veröffentlichte zwei Comic-Bände mit der Gruppe als Helden. Es gab Flipperautomaten mit den Konterfeis der Musiker, die Bandmitglieder als Puppen, Schminkutensilien, um sich im Stil der Band zu schminken, Halloween-Masken, Brettspiele und vieles mehr.
Ihre Popularität spiegelte sich auch in den Mitgliederzahlen des offiziellen Fanclubs der Band wider. Inzwischen hatte die Kiss Army eine sechsstellige Mitgliederzahl erreicht.
Im April 1978 erschien mit Double Platinum das erste von zahlreichen Greatest-Hits-Alben der Gruppe.

### Bandkrise
Auf dem Höhepunkt ihrer Popularität wuchsen die Spannungen innerhalb der Gruppe. Im September 1978 wurden gleichzeitig Soloalben jedes der vier Bandmitglieder veröffentlicht. Auf diesen Alben hatten die Musiker die Gelegenheit, die jeweiligen musikalischen Vorlieben auszuleben. Frehleys Album war von den vieren das erfolgreichste und brachte den einzigen Radiohit aller vier Projekte hervor: New York Groove (eine Coverversion des gleichnamigen, von Russ Ballard geschriebenen Hits der Gruppe Hello) kam in die Top 20 der US-Charts. Obwohl die zahlreichen Vorbestellungen für die Alben dafür sorgten, dass jede LP es in die Top 50 der Billboard Album Chart schaffte, brachen die Verkäufe sehr schnell ein.
Die Einzelhändler bemühten sich daher, ihre großen Bestände wieder an die Plattenfirma zurückzugeben. Casablanca Records gewährte dem Einzelhandel grundsätzlich eine „100 percent return policy“, was bedeutete, dass Händler nicht verkaufte Ware gegen die volle Preiserstattung zurückgeben konnten – das galt auch für Ware, die Händler als Rabattleistung kostenlos bekommen hatten, sodass man beispielsweise von einer Platte amerikaweit offiziell 750.000 ausgeliefert („verkauft“) hatte, aber eine Mio. Stück zurückbekam – ein dickes Minusgeschäft.
Im Oktober 1978 zeigte NBC einen Fernsehfilm mit dem Titel Kiss Meets the Phantom of the Park (dt. Titel: KISS – Von Phantomen gejagt), bei dem sie sich im Vergnügungspark Six Flags Magic Mountain gegen einen wahnsinnigen Erfinder und von ihm geschaffene KISS-Doppelgänger durchsetzen müssen, um den Park vor dem Untergang zu bewahren. Der Film sollte laut Konzept eine Mischung aus A Hard Day’s Night und Star Wars sein, aber die hohen Erwartungen wurden nicht erfüllt und der Film erntete vernichtende Kritiken. Trotzdem wurde er einer der meistgesehenen Fernsehfilme in den USA im Jahr 1978 und kam in einigen Ländern, u. a. in Deutschland, 1979 sogar in die Kinos.
Im Mai 1979 veröffentlichten Kiss ein neues Album, betitelt Dynasty. Es verkaufte sich ausgezeichnet und wurde mit Platin ausgezeichnet. Aus der LP wurde der Titel I Was Made for Lovin’ You ausgekoppelt. Es wurde die meistverkaufte und erfolgreichste Single der Band und erreichte weltweit die höchsten Plätze der Hitparaden. Das Lied verband den typischen Sound von Kiss mit Elementen der mittlerweile dominanten Discomusik.
Auf Dynasty – wie auch auf dem Nachfolgealbum Unmasked – wurde Peter Criss auf Anweisung des Produzenten Vini Poncia vom Session-Schlagzeuger Anton Fig ersetzt. Poncia war der Meinung, Criss’ Schlagzeugspiel sei qualitativ nicht mehr ausreichend. So spielte er nur beim Titel Dirty Livin’.
Die Tournee zum Dynasty-Album war 1979 ein Zeichen für die sinkende Popularität der Gruppe. War man bislang an ausverkaufte Konzerthallen gewöhnt, spielten Kiss nun häufig in halbleeren Hallen.

### Kontroverse um das Logo

Presseerklärung der Phonogram GmbH zur Änderung des Kiss-Logos, August 1980

Bereits kurz nachdem durch Schallplattenverkäufe auch in Deutschland das Logo der Band mit den blitzförmigen Buchstaben „S“ bekannt geworden war, kam Kritik an dessen Gestaltung auf. Der Vergleich mit der von den Nationalsozialisten als Zeichen für die SS verwendeten Sieg-Rune war naheliegend und sorgte für Diskussionen. Ende der 1970er bzw. Anfang der 1980er Jahre gab es Veröffentlichungen seriöser Zeitungen, welche die Band im rechten politischen Lager verortet wissen wollten: Sie beschrieben Kiss als „Brutalorockgruppe,“ die mit „infernalischem Show-Gebaren und faschistischem Gestus bundesdeutsche Teenies im Blitzkrieg eroberten“ (Der Spiegel) oder als „SS-Schergen des Rock n’ Roll“ (Neue Zürcher Zeitung).
Es wurde Kritik daran formuliert, dass Staatsanwaltschaften und Gerichte anscheinend nicht erkannten, dass Kiss Kennzeichen verfassungswidriger Organisationen verwendete, was nach § 86a des deutschen Strafgesetzbuches verboten ist. Die Staatsanwaltschaft in Frankfurt am Main verfolge Anzeigen in diese Richtung erst gar nicht, da „das Logo nicht ganz mit den SS-Runen“ übereinstimme. In Stade und Bremen wurden dagegen Schallplattenläden von der Staatsanwaltschaft aufgefordert, Kiss-Platten mit dem Originallogo der Band aus ihrem Angebot zu entfernen, anderenfalls drohe deren Beschlagnahme.
Anlass für die Berichterstattung des Spiegel war die Tatsache, dass der Ingenieur Ulrich Pakleppa nach einer Kontrolle der Polizei in Darmstadt angezeigt worden war, weil er eine Anstecknadel mit dem Schriftzug „Antifaschistische Aktion stoppt Strauß“ auf schwarz-weiß-rotem Grund getragen hatte. Dabei war der Name des damaligen Kanzlerkandidaten der CDU/CSU mit Doppel-S geschrieben, und diese beiden letzten Buchstaben zu SS-Runen stilisiert worden. Pakleppa erhielt daraufhin einen Strafbefehl über 300 D-Mark, gegen den er Berufung einlegte.
Im August 1980 gab dann die deutsche Plattenfirma Phonogram bekannt, dass die Gruppe in Deutschland künftig ein umgestaltetes Logo für die Vermarktung nutzen werde. Man zeigte sich der Bedeutung des Originallogos als Warenzeichen bewusst, das „in den meisten Ländern nicht inkriminiert“ sei. Der Grund für die Änderung liege „einzig und allein in der kaum bestreitbaren Ähnlichkeit der Schreibweise des ‚alten‘ Logo mit einem NS-Symbol“, und als solches sei es „trotz des völlig anderen Context von verschiedener Seite aufgefasst worden.“
In den Folgejahren bis heute (2019) kam es wiederholt zu Strafanzeigen gegen Menschen, die das Original-Logo öffentlich trugen; die Rechtsprechung kam jedoch wiederholt zu dem Schluss, dass eine Verwechslung zwar nicht auszuschließen, aber auch nicht vorauszusetzen sei. Das Landgericht Berlin stellte dazu 2016 heraus, dass es deutliche Unterschiede in der Gestaltung der Runen zu den Buchstaben gebe: Das Kennzeichen der SS bestehe „aus zwei gleichschenkligen Sigrunen [...], deren jeweiliger mittlerer Strich nicht horizontal, sondern schräg“ verlaufe, beides treffe „auf die ‚S‘ im Logo der Gruppe Kiss nicht zu.“

### 1980er Jahre
Im Mai 1980 kam die LP Unmasked auf den Markt. Kurz darauf verließ Schlagzeuger Peter Criss die Band, da er mit Drogensucht und einer Ehekrise zu kämpfen hatte. Obwohl Criss auf dem Cover des Albums zu sehen ist und im Musikvideo zu Shandi mitwirkte, war er bei den Aufnahmen zum Album in keiner Weise mehr beteiligt gewesen. Schlagzeug spielte ausschließlich Anton Fig.
Obwohl Unmasked zeitgemäß produziert war, wurde es das erste Album seit Dressed to Kill, das nicht mit Platin ausgezeichnet wurde. Zum Start der Unmasked-Tour gab es am 25. Juli 1980 nur ein US-Konzert im New Yorker Palladium Theatre, um den neuen Schlagzeuger Eric Carr vorzustellen. Bei der anschließenden Tour durch Europa wurde das Kiss-Logo für die Konzerte in Deutschland optisch verändert und das vermeintliche SS-Symbol ausschließlich dort „entschärft“. In Deutschland nutzte man den neuen Schriftzug danach auch auf den Covers aller bis dahin erschienenen Alben. Die Fortsetzung der Unmasked-Tour durch Australien und Neuseeland war für Kiss ebenfalls sehr erfolgreich.
Im November 1981 erschien das erste Album in der neuen Besetzung mit Eric Carr am Schlagzeug. Music from the Elder war ein Konzeptalbum. Das Album verkaufte sich für Kiss-Verhältnisse schlecht und kam über Platz 75 in der Hitparade nicht hinaus. Der alkoholabhängige Ace Frehley war an der Produktion kaum beteiligt gewesen. Er steuerte lediglich die beiden Lieder Escape from the Island und Dark Light bei.
Im Frühjahr 1982 trennten sich Kiss von ihrem langjährigen Manager Bill Aucoin und verkleinerten die gesamte Organisation, die sich um die Geschäfte der Gruppe gekümmert hatte. Im Juni desselben Jahres erschien außerhalb der USA das Kompilationsalbum Killers, das vier unveröffentlichte Stücke enthielt. Für das Cover dieses Albums verwendete man die „entschärfte“ deutsche Version des Kiss-Logos erstmals international. Etwa zu dieser Zeit hatte Ace Frehley für sich den Entschluss gefasst, die Gruppe zu verlassen, aber Gene Simmons und Paul Stanley wollten aus Imagegründen, dass Frehley noch auf dem Album Creatures of the Night auftauchte. So kam es im Oktober 1982, dass er auf dem Cover und im Musikvideo zu I Love It Loud zu sehen ist, obwohl er an den Studioaufnahmen nicht mehr beteiligt war.
Creatures of the Night war nach mehreren Jahren wieder ein hartes Album der Gruppe. Verschiedene Gitarristen ersetzten Frehley bei den Aufnahmen. Steve Farris, Bob Kulick und Vincent Cusano, der später unter dem Namen Vinnie Vincent bekannt wurde, sind an der Gitarre zu hören. Einige der Titel auf dem Album stammten von Bryan Adams und Jim Vallance. Creatures of the Night verkaufte sich zwar deutlich besser als Music from the Elder, erreichte aber auch nur Platz 45 der Hitparade. Da Frehley die Band kurz nach den Dreharbeiten zum Video von I Love It Loud auch offiziell verlassen hatte, musste die Gruppe schnell einen Ersatz für ihn finden, um die 10th Anniversary Tour nicht ins Wasser fallen zu lassen. Vinnie Vincent, der schon bei den Aufnahmen für das Album mitgewirkt hatte, sprang ein und gab sich eine Maskierung im altägyptischen Stil.
Obwohl die Tournee in den USA nicht an die alten Erfolge der Gruppe heranreichte, spielten Kiss vor mehr Zuschauern als je zuvor in ihrer Karriere: Im Juni 1983 sahen 137.000 Zuschauer das Konzert in Brasilien. Während dieser Tournee sah man Kiss für lange Zeit zum letzten Mal in ihren Masken auftreten. Erst am 28. Juni 1996 legten die Musiker wieder ihr Make-up auf.

### Demaskiert
Um ihr Album Lick It Up zu bewerben, beschloss die Gruppe 1983, bei einem Live-Auftritt im Musiksender MTV ungeschminkt aufzutreten. Dieser Auftritt hatte die beabsichtigte Wirkung und das Album verkaufte sich besser als die beiden Vorgänger.
Es kam erneut zu einem Wechsel in der Besetzung. Der gerade neu in die Band gekommene Gitarrist Vinnie Vincent wurde aufgrund von Konflikten mit Paul Stanley im Mai 1984 wieder entlassen und durch Mark St. John ersetzt. Im September 1984 kam das Album Animalize auf den Markt und war ähnlich erfolgreich wie das Vorgängeralbum. Kiss hatten mit den Titeln Heaven’s on Fire und Thrills in the Night erfolgreiche Single-Hits, und die Tour zum Album der Gruppe war gut besucht. Mark St. John erkrankte während der Proben zur folgenden Tournee an Morbus Reiter und wurde bei den Konzerten der Animalize-Tour in Europa, die vom 30. September 1984 bis zum 5. November 1984 dauerte, durch Bruce Kulick ersetzt. Als Kiss in die USA zurückkehrten, nahm St. John an der am 15. November 1984 begonnenen Tournee teil, wurde jedoch auch hier durch Bruce Kulick vertreten und beobachtete die Konzerte von der Bühnenseite oder dem Zuschauerraum aus. Erst beim Konzert in Baltimore am 27. November 1984 konnte er das erste Mal überhaupt mit Kiss auftreten. St. John spielte auch bei den nächsten beiden Konzerten, und zwar jeweils die gesamte Show, musste aber bereits am 2. Dezember 1984 in Indianapolis wieder vollständig von Bruce Kulick ersetzt werden. St. John begleitete die Band auch in der ersten Dezemberwoche 1984 noch, erhielt am 7. Dezember 1984 jedoch seine Kündigung und wurde nach Hause geschickt. Die nicht absehbare Entwicklung seiner Erkrankung war letztlich ausschlaggebend für die Entscheidung, ihn zu feuern. Bruce Kulick wurde einen Tag später Mitglied der Band.
In der zweiten Hälfte der 1980er Jahre veröffentlichten Kiss eine Reihe erfolgreicher Alben. So erschienen im September 1985 Asylum, im September 1987 Crazy Nights, im November 1988 die Kompilation Smashes, Thrashes & Hits und im November 1989 schließlich Hot in the Shade. Bei der Crazy Nights Tour bediente Bruce Kulick bei Reason to Live ein Keyboard. Die restliche Zeit spielte Gary Corbett an Keyboards, allerdings hinter der Bühne hinter einem Vorhang versteckt. Bei den Revenge-Touren wurde neben Corbett Derek Sherinian als Keyboarder eingesetzt.

### 1990er Jahre

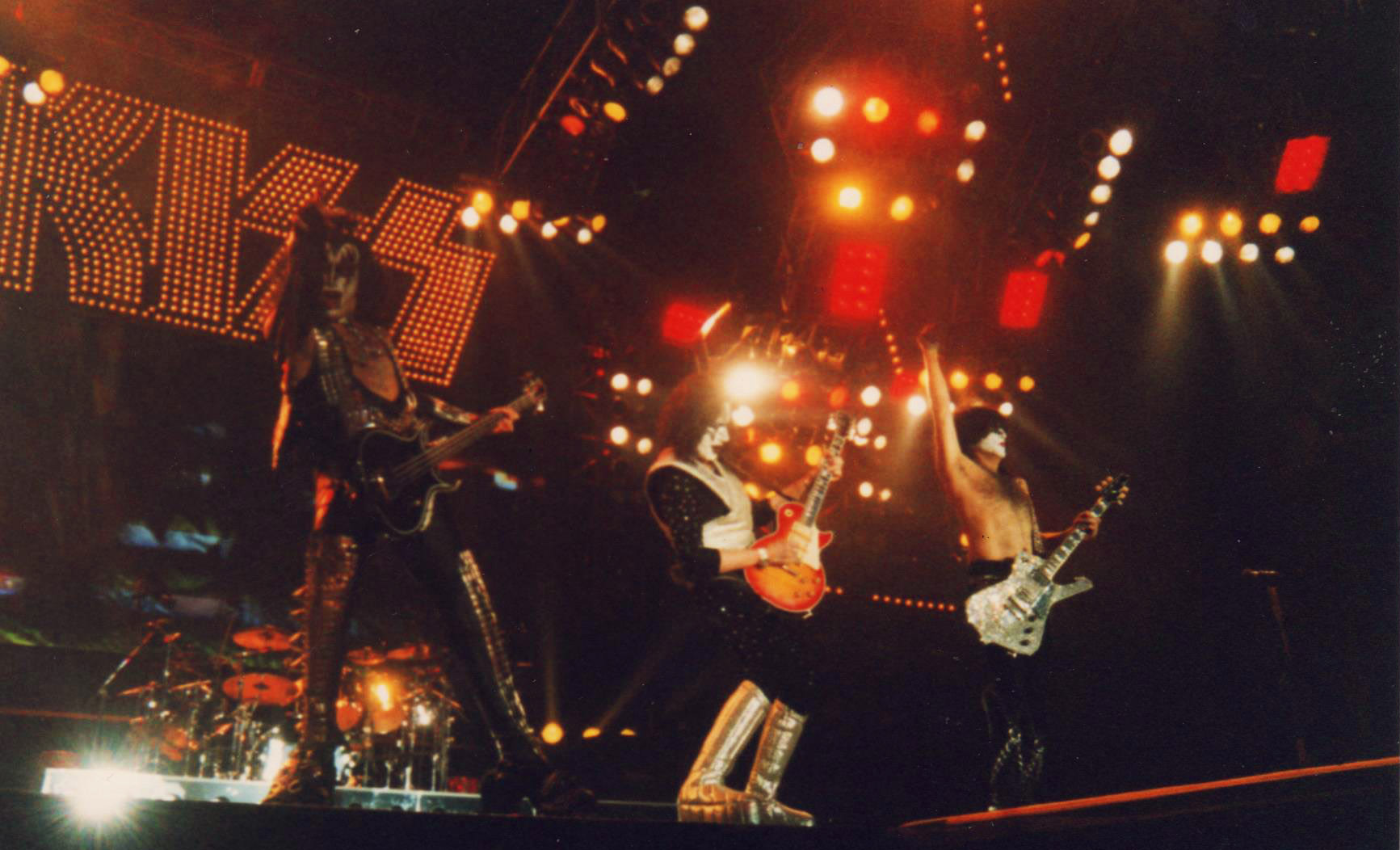
Kiss, 1997

Die 1990er begannen für Kiss sehr erfolgreich, die Ballade Forever (Michael Bolton war Co-Autor) war die erfolgreichste Single seit I Was Made for Lovin’ You. Trotz dieser Erfolge in ihrer „demaskierten“ Ära spürten Kiss die Konkurrenz neuerer Gruppen, wie Mötley Crüe, Guns n’ Roses und Bon Jovi, die deutlich mehr Alben verkauften und mehr Zuschauer in die Konzerthallen lockten.
Mitten in den Planungen für das neue Album unter der Regie des Produzenten Bob Ezrin erfuhren Kiss, dass Eric Carr an Krebs erkrankt war. Am 24. November 1991 starb der Schlagzeuger im Alter von 41 Jahren. Eric Singer übernahm bei den Plattenaufnahmen die Position des Schlagzeugers. Mit ihm nahmen sie das Album Revenge auf, das im Mai 1992 erschien. Revenge erreichte die Top Ten in der Hitparade und wurde mit Gold ausgezeichnet. Die Tour zum Album führte die Gruppe dieses Mal in zahlreiche kleinere Clubs und weniger in große Hallen.
Im Mai 1993 veröffentlichten Kiss das dritte Livealbum, Alive III.
Im Juni 1994 erschien Kiss My Ass, ein Hommage-Album, zu dem unterschiedliche Künstler ihre Versionen von bekannten Kiss-Titeln beisteuerten. Zu den Künstlern gehörten u. a. Lenny Kravitz bei Deuce, Yoshiki, der eine Klavier-/Klassik-Version von Black Diamond beisteuerte. Die Mighty Mighty Bosstones spielten eine Ska-Version von Detroit Rock City ein. Garth Brooks sang Hard Luck Woman. Die in Deutschland veröffentlichte Version des Albums enthielt einen Bonustrack, auf dem Die Ärzte mit einer deutschen Fassung von Unholy (dem einzigen Stück aus der „unmaskierten Zeit“) zu hören sind.
1995 brachen Kiss zu der Worldwide Kiss Convention Tour auf. Die Conventions waren Veranstaltungen, die jeweils den ganzen Tag dauerten. Es wurden alte Bühnenoutfits und Instrumente der Gruppe präsentiert, Coverbands traten auf, Merchandising-Produkte aller Art wurden angeboten und als Höhepunkt waren Kiss selbst anwesend. Die Band-Mitglieder standen für Interviews zur Verfügung, gaben Autogramme und spielten ein rund zweistündiges Unplugged-Konzert, wobei die Darbietungen oft nach Wünschen der Fans ausgewählt wurden. Bei der ersten dieser Veranstaltungen in den USA, am 17. Juni 1995, gab es ein Wiedersehen mit Peter Criss, der auch zwei Stücke mit der Gruppe sang: Hard Luck Woman und Nothin’ to Lose.
Am 9. August 1995 traten Kiss in der Sendung MTV Unplugged auf. Stanley und Simmons hatten die ehemaligen Mitglieder Criss und Frehley eingeladen, an diesem Konzert teilzunehmen. Beide sagten zu und stiegen bei den Zugaben ins Konzert ein. In den Wochen nach dem Unplugged-Auftritt nahmen Kiss das Album Carnival of Souls auf, das zwei Jahre später erschien.

### Wiedervereinigt

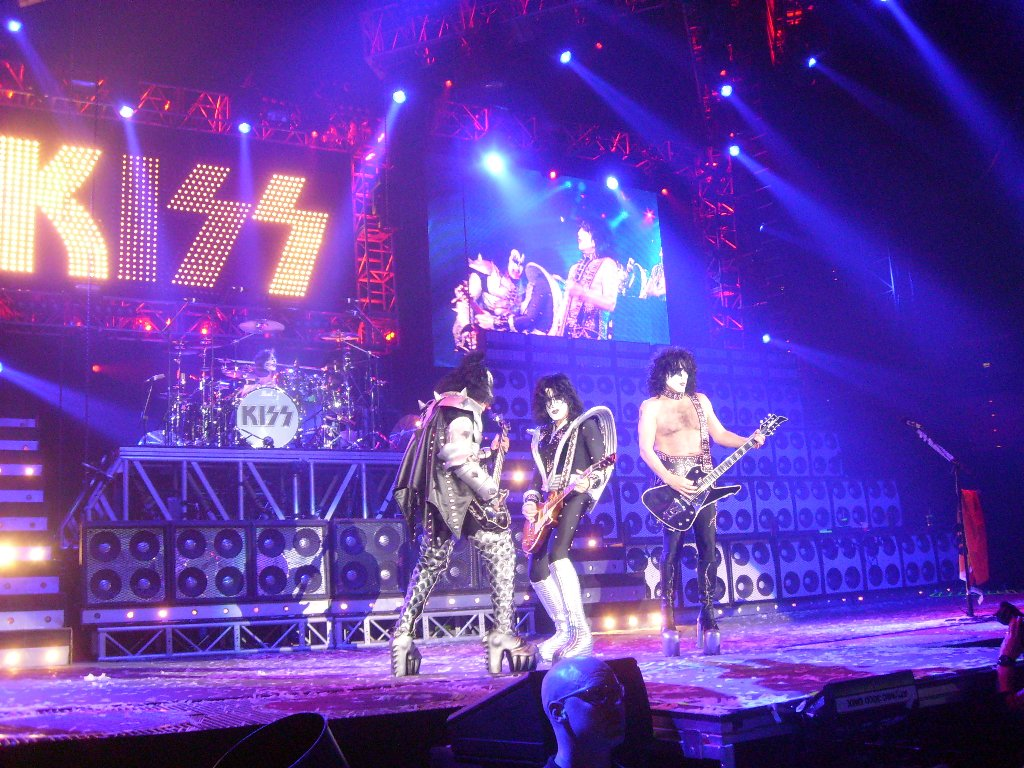
Kiss in München 2008

Die Erfahrungen beim Auftritt mit Criss und Frehley bei der Unplugged-Show waren so positiv gewesen, dass die Gruppe 1996 in der Ur-Besetzung und wieder mit Make-up auf die Kiss Alive/Worldwide Tour ging.
Kiss zogen bei der Vermarktung der Wiedervereinigung sämtliche Register. Die Kampagne startete am 28. Februar 1996 mit einem Auftritt bei der 38. Verleihung der Grammy Awards. Am 16. April 1996 lud die Gruppe zu einer Pressekonferenz an Bord der USS Intrepid in New York, wo sie ihre „Pläne zur Erringung der Weltherrschaft“ verkündete. Die Pressekonferenz, moderiert von US-Fernsehstar Conan O’Brien, wurde in 58 Länder übertragen. Am 28. Juni 1996 begann die Kiss Alive/Worldwide Tour mit einem Konzert im ausverkauften Tiger Stadium von Detroit. Bei den Auftritten in Deutschland und der Schweiz traten Die Ärzte im Vorprogramm auf.
Im September 1998 veröffentlichte die wiedervereinte Band das Album Psycho Circus. Obwohl es groß als das erste Album in der Originalbesetzung seit dem 1977er-Album Love Gun vermarktet wurde, waren die tatsächlichen Beiträge von Frehley und Criss auf Psycho Circus nur minimal. Die meisten Leadgitarrenparts stammten von Tommy Thayer und Bruce Kulick. Die Schlagzeugparts wurden vom Studiomusiker Kevin Valentine eingespielt.
Am 13. August 1999 kam der von Simmons produzierte Spielfilm Detroit Rock City in die amerikanischen Kinos. Der Film spielt im Jahr 1978. Im Mittelpunkt der Geschichte stehen vier Teenager, die sich darum bemühen, Tickets für ein bereits ausverkauftes Kiss-Konzert in Detroit zu bekommen. Zwei Tage vor der Premiere des Films erhielt Kiss den Stern Nr. 2142 auf dem Hollywood Walk of Fame. Für den Film nahm die Band das Lied Detroit Rock City neu auf, diese Neufassung wurde jedoch nur in einer Konzertszene im Film verwendet und war nicht Bestandteil des Soundtrack-Albums. Ebenfalls für den Soundtrack nahm Paul Stanley mithilfe von Bruce Kulick (Bass) und Steve Ferrone (Schlagzeug) sowie einem 30-köpfigen Orchester die von Diane Warren geschriebene Ballade Nothing can Keep Me From You auf, die auf dem Album ebenfalls als Kiss-Song erschien.
Im Frühjahr 2000 kündigten Kiss eine USA-Abschiedstournee an, die im Sommer stattfinden sollte und zu einer der bestbesuchten Konzertreihen des Jahres wurde. Anfang des Jahres 2001, kurz vor Beginn der Japan- und Australientournee, verließ Criss erneut die Band. Er wurde vom vorigen Schlagzeuger Eric Singer ersetzt, der in Criss’ Katzen-Make-up auftrat.

### Die 2000er Jahre
Im Jahr 2002 veröffentlichte Simmons seine Autobiografie. Er ließ in diesem Buch kaum ein gutes Haar an Frehley, der aus Protest bei einem Fernsehauftritt der Band nicht erschien.
2003 ging Kiss gemeinsam mit Aerosmith auf eine weitere Tour. Criss war mittlerweile in die Gruppe zurückgekehrt, dafür fehlte Frehley, der nach den Ereignissen im Jahr 2002 nicht mehr mit Simmons und Stanley spielen wollte. An seiner Stelle spielte Tommy Thayer. In dieser Besetzung nahm Kiss das vierte Livealbum Alive IV bei einem Konzert in Australien auf. Begleitet wurde die Gruppe dabei vom Melbourne Symphony Orchestra.
Im März 2004 musste Criss die Band erneut verlassen. Simmons und Stanley verlängerten seinen Vertrag nicht. Auf seiner Webseite beschreibt Criss, wie seine Entlassung stattfand: Stanley habe ihn angerufen und ihm mitgeteilt, dass „die Band frisches Blut brauche“. Wieder war es Singer, der ihn ersetzte. Die Rock the Nation 2004 World Tour unternahm Kiss gemeinsam mit Poison.
Im Juni 2004 erschien das zweite Soloalbum von Gene Simmons. Es trug den Titel Asshole.
Am 27. Juni 2006 eröffnete die Gruppe in Myrtle Beach (South Carolina) unter dem Namen Kiss Coffeehouse ein Kaffeehaus im Stile der Starbucks-Kette. Bei der Einweihung waren Simmons und Stanley zugegen.
Am 5. April 2007 starb der Kurzzeit-Gitarrist Mark St. John an einer Hirnblutung.
Kiss tourt noch immer regelmäßig auf allen Kontinenten. Von der Anfangsformation sind nur die Gründer Simmons und Stanley dabei. Zwar versuchten sie, auch Criss wieder zurückzuholen, zumindest für ein paar Auftritte, doch er sagte immer ab.
2008 war die Band anlässlich ihres 35-jährigen Bestehens auf Welttournee, der Kiss Alive/35-Tour. Diese startete am 16. März in Australien, führte weiter nach Europa und erstmals auch nach Russland und Lettland. In Deutschland gab die Gruppe acht Konzerte.
Im Februar 2009 und in der Folgezeit gab Kiss offiziell auf ihrer Homepage bekannt, an einem neuen Studioalbum zu arbeiten. Das Album Sonic Boom wurde Anfang Oktober 2009 veröffentlicht.

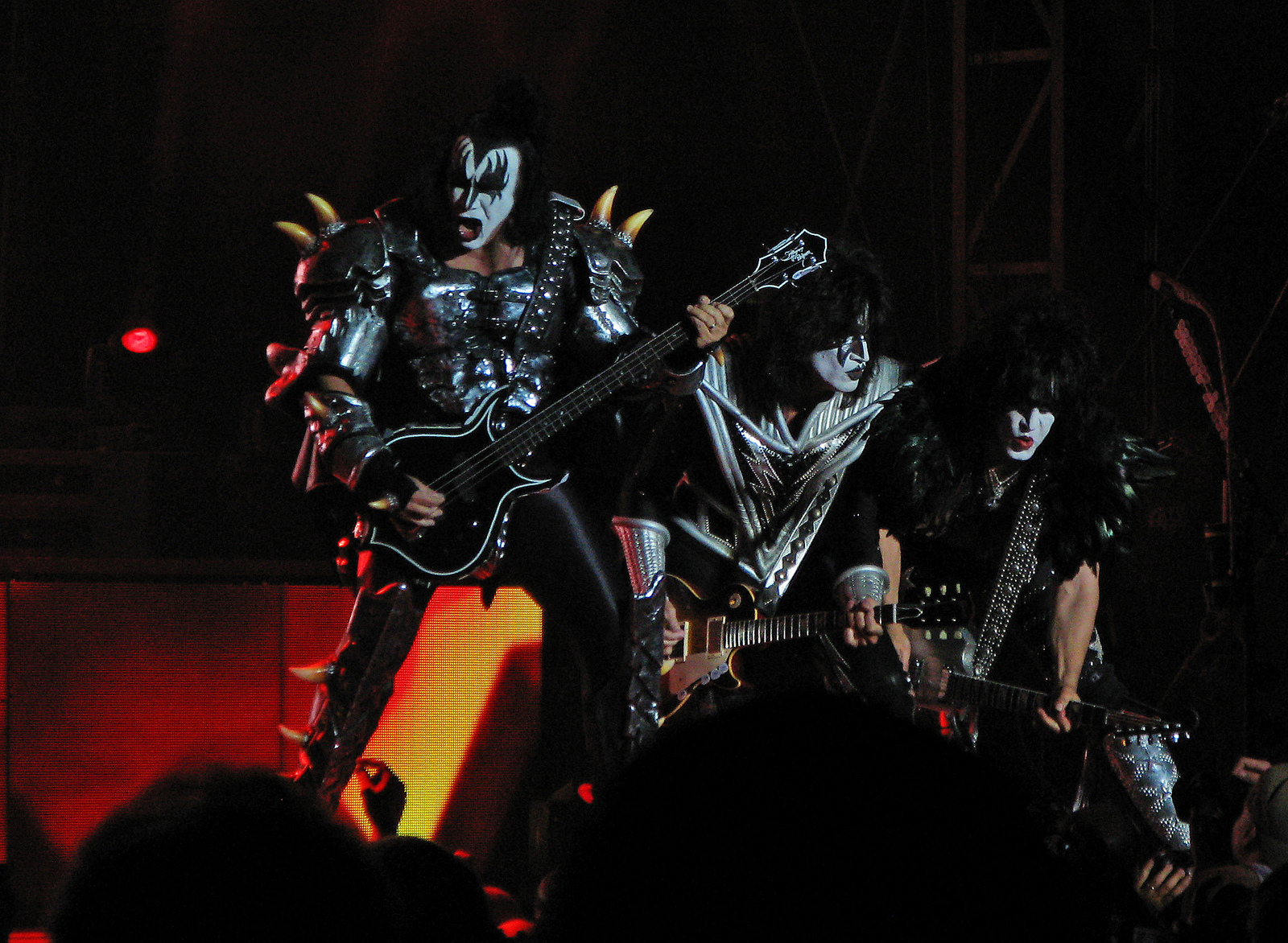
Kiss, 2012

Am 3. Juni 2010 eröffnete Kiss als erster Headliner das Festival Rock am Ring.
Die Band arbeitete ab April 2011 an einem neuen Album mit dem Titel Monster und veröffentlichte Ende Juni 2012 das offizielle Tour Magazine. Am 2. Juli 2012 veröffentlichte Kiss die Single Hell or Hallelujah. Das Album Monster wurde am 5. Oktober 2012 veröffentlicht.
Die Gründungsmitglieder von Kiss wurden am 10. April 2014 in die Rock and Roll Hall of Fame aufgenommen.
Im Januar 2015 veröffentlichte Kiss eine Single mit der japanischen Gruppe Momoiro Clover Z, die sowohl in einer japanischen Variante (Yume No Ukiyo Ni Saitemina) als auch in einer Kiss-Version (Samurai Son) erhältlich war.
Im Dezember 2016 lehnte KISS die Einladung von Donald Trump ab, bei der Zeremonie zur Amtseinführung (20. Januar 2017) aufzutreten. Gene Simmons begründete die Absage mit der Europatournee von Kiss 2017. Das erste Konzert der Europa-Tournee war für den 1. Mai 2017 (also vier Monate später) in Moskau vorgesehen.
Gene Simmons und Paul Stanley hatten 2016 einen Cameo-Auftritt in der US-amerikanischen Filmkomödie Why Him?, in der sie in einer Szene unter anderem das Lied I Was Made for Lovin’ You singen.
Von 2019 bis 2023 befand sich Kiss auf der 250 Konzerte umfassenden „End of the Road“-Abschiedstournee, als Ende der Liveaktivität der jetzigen Besetzung.
Ein Jahr darauf entschieden KISS ins Spirituosengeschäft einzusteigen und brachten den ersten eigenen Rum auf den Markt, dem später weitere KISS Rum-Abfüllungen und ein Gin folgten.
Mit dem Silvesterkonzert zum Jahreswechsel 2020/2021 in Dubai konnte die Band mit zwei Rekorden einen Eintrag ins Guinnessbuch der Rekorde erwirken. Es gelang ihnen sowohl die höchste Flamme von 38,53 Metern bei einem Musikkonzert zu zünden wie auch den Rekord für die meisten gleichzeitig abgefeuerten Flammen bei einer Musikshow zu knacken.
Das letzte Konzert von KISS fand am 2. Dezember 2023 im Madison Square Garden in New York statt. Dabei stellte KISS ihre Avatare vor, die sie in Zukunft auf der Bühne ersetzen sollen. Die Grafikfiguren hatte KISS unter anderem von Industrial Light & Magic entwickeln lassen. Damit nahm sich die Band ein Beispiel an ABBA, die seit 2022 nicht mehr persönlich auf der Bühne stehen, sondern sich durch digitale Abbilder ersetzen lassen.

### Verkauf der Rechte
Am 4. April 2024 erwarb Pophouse – das schwedische Unternehmen, das ABBAs Voyage-Show in London produziert hat und Rechte an der Musik von Swedish House Mafia, Avicii und Cyndi Lauper besitzt – die Verlagsrechte, die Aufnahmelizenzen und die Markenzeichen von KISS für 300 Millionen US-Dollar. Zunächst ist eine virtuelle KISS-Show geplant, die auf die Technologie von ABBAs Voyage-Show zurückgreift.

## Musikgeschichtliche Einordnung

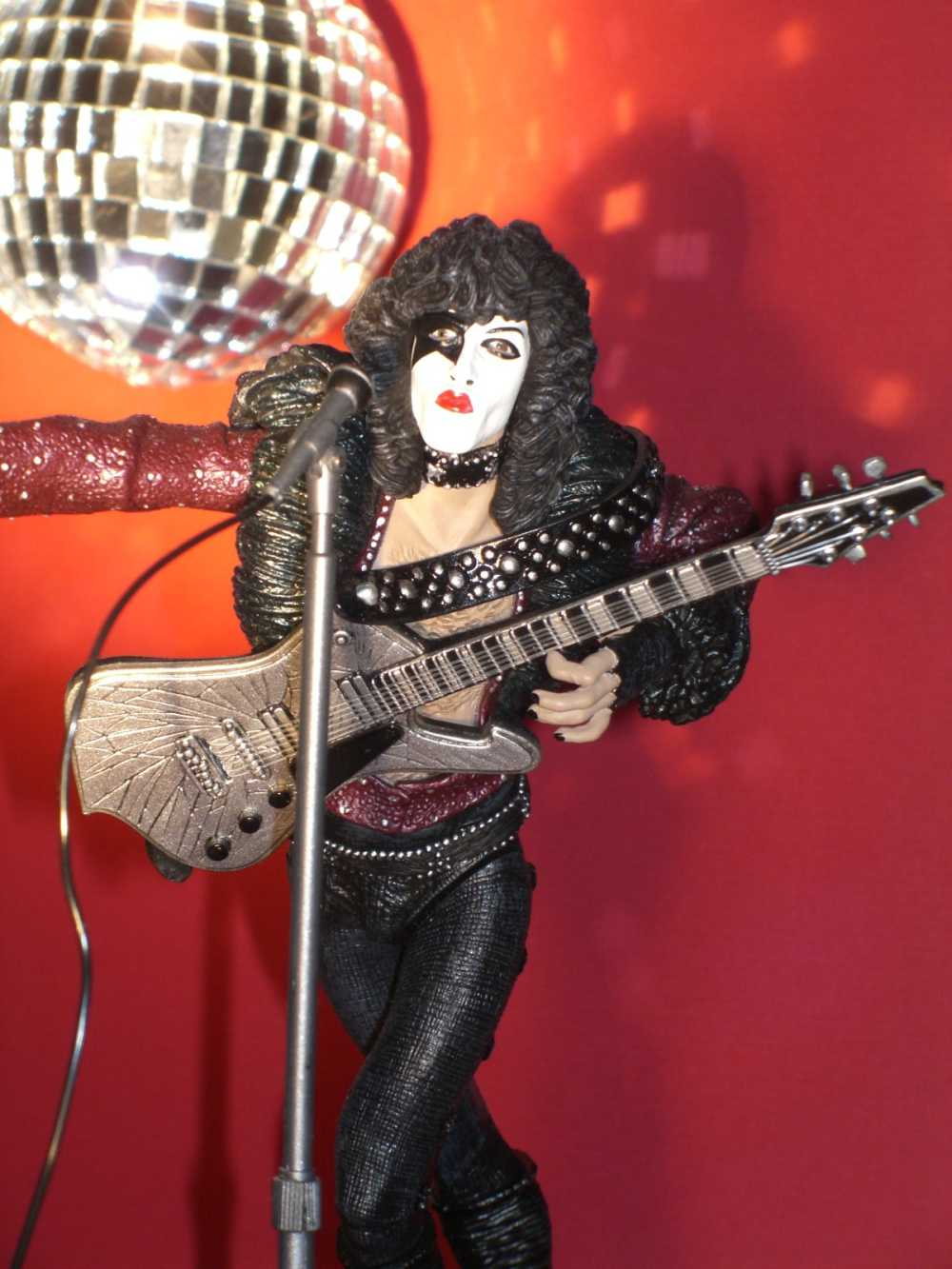
McFarlane-Action-Figur von Paul Stanley

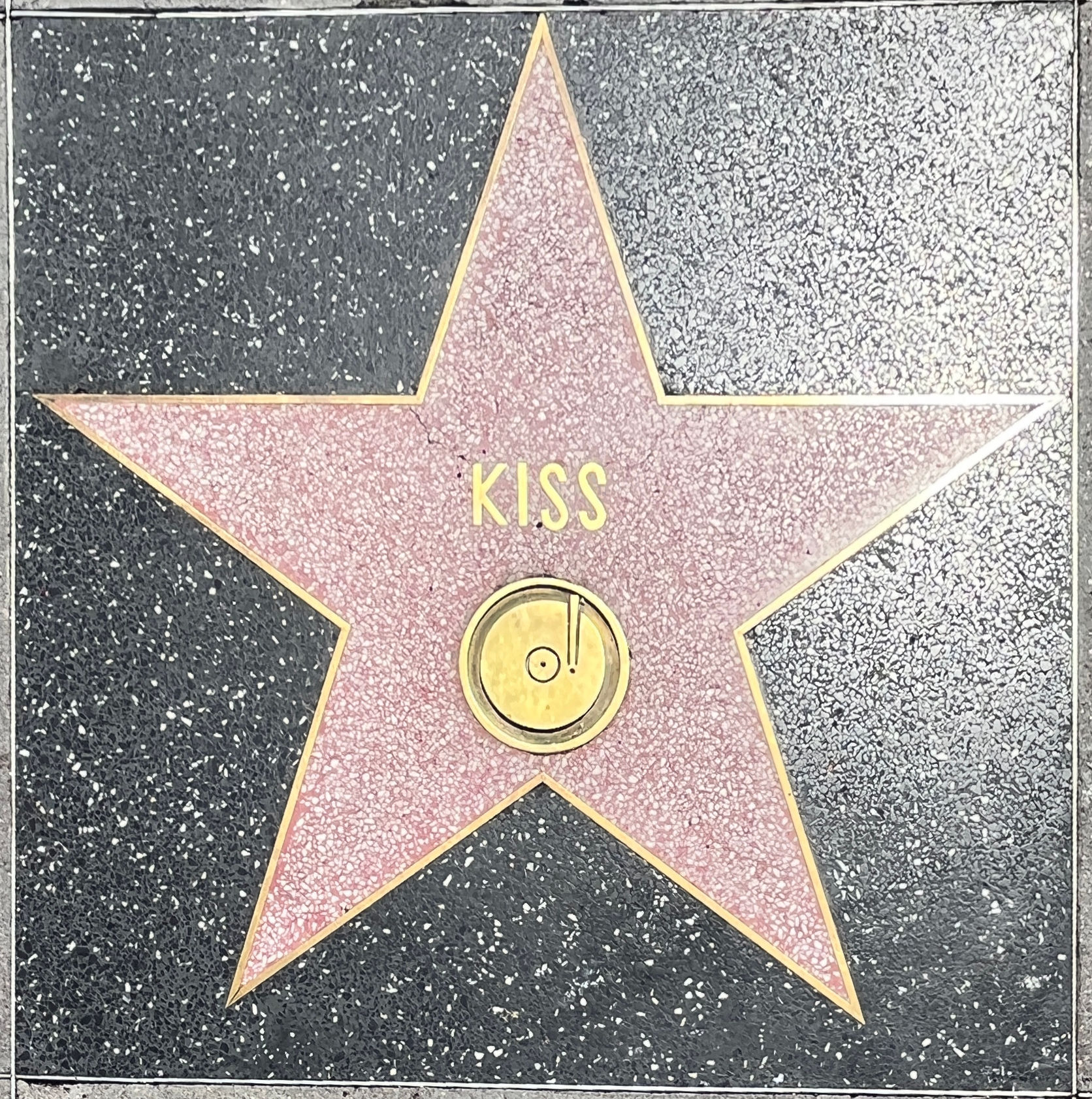
Stern auf dem Hollywood Walk of Fame

Neben Bands wie The Sweet, T. Rex und Slade wurden Kiss wegen ihrer Kostüme und Masken oft mit dem Begriff des Glam Rock in Verbindung gebracht. Der Musikkritiker Stephen Thomas Erlewine schreibt dazu: „Die Musik von Kiss war eine kommerziell funktionierende Mischung aus hymnischem, gitarrengeprägtem Hard Rock und Balladen, bei denen die Gitarren dann wegflossen. Das war der Sound, der den ‚Stadion-Rock‘ und das ‚Pop-Metal‘ ermöglichten, die später in den 1980er Jahren die Rockmusik beherrschten.“
Kiss kleideten sich zu Zeiten des Glam-Rock sehr viel dunkler – hauptsächlich in Leder – und spielten auch härter und lauter. Auch die Horror-Show stand im Kontrast zum eher süßlichen Image des Glam-Rock. Kiss gelten als Vorreiter im Erfinden immer neuer Merchandise-Artikel beziehungsweise als die Band, die das Merchandising im großen Stil erfunden und revolutioniert hat. Allein im Jahr 1980 wurden damit über 100 Millionen US-Dollar umgesetzt. 1997 veröffentlichte der Spielwaren-Hersteller McFarlane Toys eine erste Serie von realitätsgetreuen Miniatur-Figuren der Kiss-Musiker. Diese erwiesen sich in Sammlerkreisen als Verkaufsschlager, so dass vier weitere Kiss-Serien folgten und auch weitere Rock-Stars porträtiert wurden.
Mit ihrem Sound in den 1970er Jahren beeinflussten Kiss nachfolgende Generationen von Musikern. Die Ärzte, Lenny Kravitz, Mitglieder von Metallica, Nirvana, Lordi (allesamt Mitglieder der Kiss Army), Pearl Jam, Green Day und die Sängerin Doro Pesch nennen Kiss als ihre Idole und den Grund dafür, warum sie damals mit dem Musikmachen angefangen hätten. Die Melvins huldigten Kiss 1992 mit drei gleichzeitig veröffentlichten Soloalben der damaligen Mitglieder King Buzzo, Dale Crover und Joe Preston, deren Cover denen der Kiss-Soloalben von 1978 nachempfunden waren. Auch Peter Tägtgren bezeichnet Kiss neben dem Thrash Metal als seinen wichtigsten musikalischen Einfluss. Dimebag Darrell und Vinnie Paul von Pantera waren große Fans der Band. Beide wurden in „Kiss Kaskets“, mit Kiss-Motiven verzierten Särgen, beigesetzt.
Kiss sind kommerziell sehr erfolgreich und die Band, die weltweit nach den Beatles und den Rolling Stones die meisten Goldenen Schallplatten verliehen bekommen hat. Allein in den USA hat die Band bislang 22 Goldene Schallplatten, sowie 41 Platin-Schallplatten erhalten. Insgesamt hat die Band weltweit über 100 Millionen Alben verkauft.

## Hintergrund der Alben
Die musikalische Bandgeschichte kennt mehrere klar getrennte Abschnitte. Kiss hatten 1974 und 1975 innerhalb von 18 Monaten die drei Alben Kiss, Hotter than Hell und Dressed to Kill mit „haarsträubender, wildwuchernder Musik“ aufgenommen. Die drei Alben bildeten die Basis der 1975 erschienenen Live-Doppel-LP Alive!, die zu einem „Meilenstein der Rockgeschichte“ wurde. Das Doppelalbum verkaufte sich über vier Millionen Mal und machte die Band schlagartig einem großen Publikum bekannt. Destroyer, stilistisch ein „Quantensprung“ zu den Vorgängeralben, Rock and Roll Over und Love Gun folgten 1976 und 1977 und bildeten ihrerseits die Grundlage des ebenfalls erfolgreichen Live-Doppelalbums Alive II. Als Abschluss dieser ersten, „klassischen“ Phase können die 1978 von allen vier Bandmitgliedern gleichzeitig herausgebrachten vier Soloalben – Ace Frehley, Gene Simmons, Paul Stanley und Peter Criss – gezählt werden, die jeweils unter dem Namen der Band und des jeweiligen Musikers erschienen.
Mit dem Album Dynasty wichen Kiss 1979 erstmals von ihrer ursprünglichen Linie ab, es war die erste wichtige musikalische Veränderung der Band. Denn dieses Album war durch die seinerzeit starke, den Musikbereich weitgehend beherrschende Discowelle Ende der 1970er geprägt. Das 1980 erschienene Folgealbum Unmasked mit seinem seichten, frischen Popsound ging in eine noch poppigere Richtung als das Vorgängeralbum, die ursprüngliche „musikalische Wildheit“ war nicht mehr vorhanden.

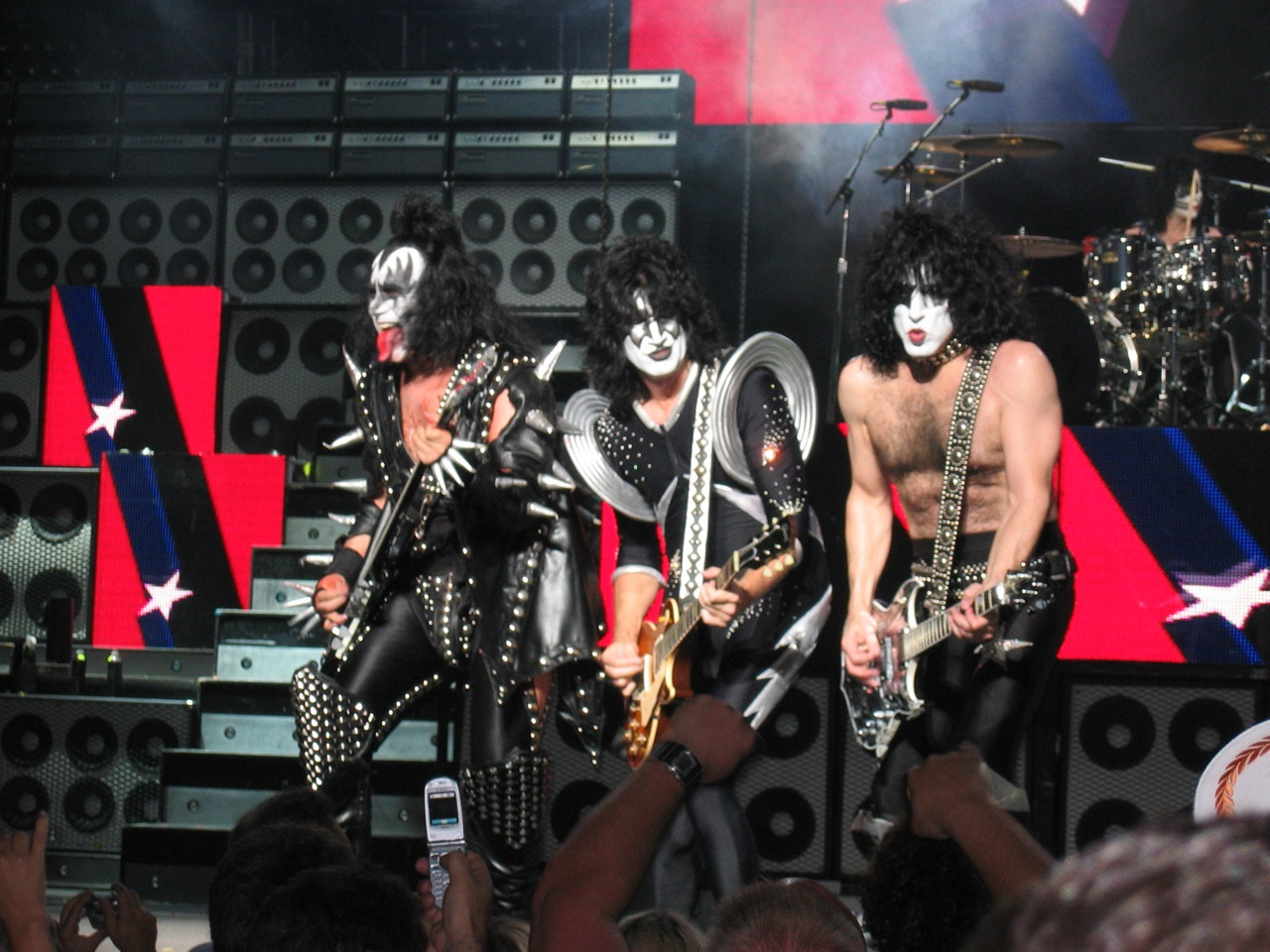
Kiss in ihrem traditionellen Make-up in Boston 2004

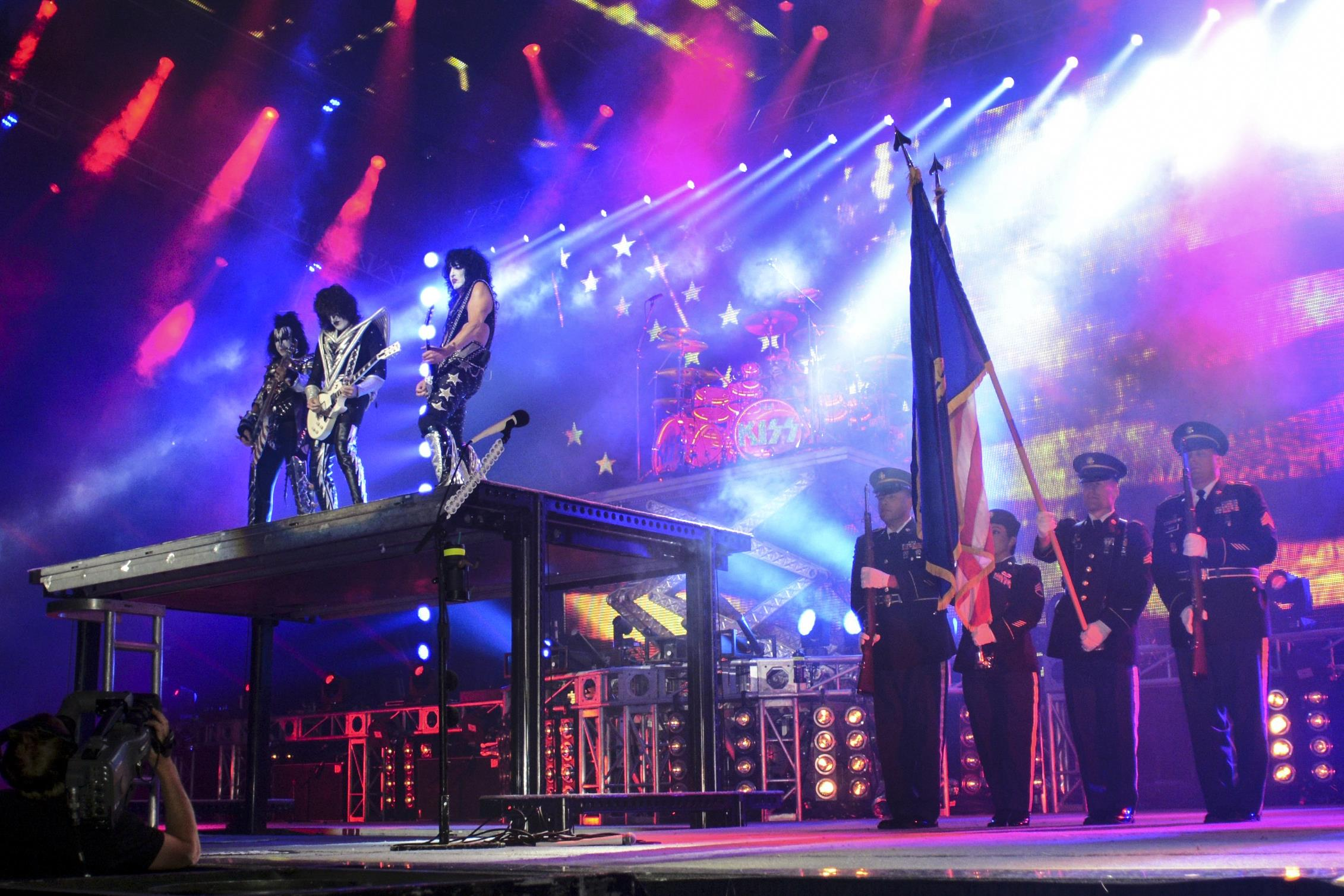
Kiss im Juli 2016

Im Jahr 1981 stellte die Gruppe das Konzeptalbum Music from the Elder vor, das eine Art Fantasy-Rock darstellte und auf dem Fanfaren und Symphonieorchestermusik eine wesentliche Rolle spielten; einige Kritiker sprachen von einer Prog-Rock-Mischung. Das Album erhielt zwar gute Kritiken, die musikalische Entwicklung der Band war aber schizophren: Die Musik hatte sich vom ursprünglichen metallischen Kiss-Sound so weit entfernt, dass das Album bei großen Teilen der Anhängerschaft als Tiefpunkt gilt und ein kommerzieller Misserfolg wurde. Die beginnenden 1980er Jahre waren personell vom Weggang zweier Mitglieder der Ur-Besetzung gekennzeichnet, namentlich des Schlagzeugers Peter Criss 1980 und des Lead-Gitarristen Ace Frehley 1982.
Auf diese beiden Zwischenphasen folgte 1982 ein musikalisch radikaler und durchgreifender Richtungswechsel hin zum ursprünglichen Hardrock. Die 1982 erschienene Mischung aus Studio- und Kompilationsalbum Killers deutete dies bereits an. Die im selben Jahr erschienene LP Creatures of the Night war für ein Comeback wie geschaffen und fing den Hardrock-Sound der Band ein. Das Album fiel wieder härter aus; es bestand aus lautem, rhythmischem, bass- und gitarredominiertem Hardrock und führte die Band zu ihren musikalischen Wurzeln zurück. Das Folgealbum Lick It Up stand dem Vorgängeralbum nicht nach und zeichnete sich durch seinen harten, metallischen Sound und seinen Rock-Rap-Stil aus. Das Album war die erste LP, die die Band ohne ihr klassisches Make-up herausbrachte. Die nachfolgenden Alben Animalize, Asylum, Crazy Nights und Hot in the Shade in den Jahren 1984 bis 1989 entstanden allesamt in der Make-up-freien Zeit. Die Alben gelten zwar als solide und rockig, aber auch als kommerziell. Der Musikstil entwickelte sich ab 1987 wiederum hin zu poppigen und eher profillosen Scheiben, was zumindest für Crazy Nights und Hot in the Shade gilt.
Das 1992er-Album Revenge war erneut eine musikalische Kurskorrektur in der Kiss-Geschichte. Das Werk sollte sich deutlich von den Vorgängeralben abgrenzen und hervorheben. Nach Ansicht der Kritiken gehörte Revenge zu den musikalisch gelungensten LPs der Band. Das Album hörte sich nicht an wie seine unmittelbaren Vorgängeralben, es war wieder deutlich härter und erinnert an den Richtungswechsel von 1982, mit dem der Richtungswechsel von Revenge häufig verglichen wird. So sind annähernd alle Stücke klassischer Hardrock mit einem „wohldosierten Maß an zackiger Heaviness“ und einem „satten Sound“, in denen harte Gitarrenriffs dominieren. Revenge war Ausfluss einer neuen Ausrichtung und galt als eine Art Renaissance für die Band. Bei Kiss herrschte wieder der „Geist der Gründerjahre“, mit dem sie zu „alter Aggressivität und Kampfeslust“ zurückfanden. Zum ersten Mal entstand mit Revenge ein Album auch erst drei Jahre nach dem vorangegangenen, während die Band die Jahre zuvor deutlich produktiver war. 1993 brachten Kiss Alive III heraus, auf dem sich neben alten (teilweise bereits auf den vorigen Live-Alben präsenten) Stücken aus den 1970er Jahren und frühen 1980er Jahren auch eine Reihe neuerer Songs aus Revenge befanden.
Carnival of Souls wurde zwar 1995/1996 aufgenommen, erschien aber erst 1997 – fünf Jahre nach dem vorangegangenen Album. Aufgrund der Reunion der ursprünglichen Bandbesetzung erschien der Plattenfirma der Zeitpunkt für die Herausgabe des Albums nicht günstig. Denn die Band war auf Carnival of Souls nicht im wiedervereinigten Original-Line Up zu hören. Entsprechend verhalten waren die Reaktionen der Anhängerschaft und der Käufer. Auf dieser Scheibe experimentierten Kiss mit Grunge und einer düsteren Hardrock-/Heavy-Metal-Melange. Das Album klingt moderner und songtechnisch konstruktiv und verfolgt ein zeitgemäßes Stilkonzept im halbharten Midtempo-Bereich. Sowohl der Gesang als auch die instrumentale Musik sind insgesamt vergleichsweise langsam, langatmig, tieftönig und mitunter schwermütig.
1998 erschien Psycho Circus, nachdem die Band mit ihrer Reunion 1996 beträchtliche Tourneeerfolge erzielt hatte und noch bis in die Gegenwart erzielt. Die CD war das erste Album seit 1982 mit klassischem Make-up. Das Werk ist ein mainstreamiges Hardrock-Album, melodisch, mit harten Gitarren, poppigen Attitüden und rockigen Ohrwurmmelodien, aber auch mit klischeeüberladenen Songs. Die zweite Scheibe in der „neuen“ Make-up-Zeit war Sonic Boom. Sie erschien 2009 und somit erst elf Jahre nach dem letzten Album, so dass aufgrund der langen Zeitabstände klar definierbare Phasen nicht mehr ersichtlich sind. Auf Sonic Boom findet sich der klassische Hardrock-Sound mit Mitsing-Refrains. Bluesiger Hardrock dominiert, stilistische Experimente fehlen ebenso wie allzu poppige Arrangements. 2012 erschien Monster, das dritte Studioalbum der „neuen“ Make-up-Zeit, drei Jahre nach dem letzten Album.
Die Produktivität der Band, Studioalben aufzunehmen, ließ im Laufe der Jahrzehnte deutlich nach. So nahmen sie noch in den 1970er Jahren teilweise zwei Alben pro Jahr auf. Die Frequenz verlangsamte sich in den 1980er Jahren auf einen recht stabilen Ein- oder Zweijahres-Rhythmus. Ab den 1990er Jahren erschienen Studioalben nur noch unregelmäßig in großen Abständen.

## Diskografie
Studioalben

| Jahr | Titel                                 | Höchstplatzierung, Gesamtwochen, AuszeichnungChartplatzierungen (Jahr, Titel, Platzierungen, Wochen, Auszeichnungen, Anmerkungen) | Höchstplatzierung, Gesamtwochen, AuszeichnungChartplatzierungen (Jahr, Titel, Platzierungen, Wochen, Auszeichnungen, Anmerkungen) | Höchstplatzierung, Gesamtwochen, AuszeichnungChartplatzierungen (Jahr, Titel, Platzierungen, Wochen, Auszeichnungen, Anmerkungen) | Höchstplatzierung, Gesamtwochen, AuszeichnungChartplatzierungen (Jahr, Titel, Platzierungen, Wochen, Auszeichnungen, Anmerkungen) | Höchstplatzierung, Gesamtwochen, AuszeichnungChartplatzierungen (Jahr, Titel, Platzierungen, Wochen, Auszeichnungen, Anmerkungen) | Anmerkungen                                                                 |
| Jahr | Titel                                 | DE | AT | CH | UK | US | Anmerkungen                                                                 |
| ---- | ------------------------------------- | --- | --- | --- | --- | --- | --------------------------------------------------------------------------- |
| 1974 | Kiss                                  | — | — | — | — | US87 Gold · (23 Wo.)US | Erstveröffentlichung: 18. Februar 1974                                      |
| 1974 | Hotter than Hell                      | — | — | — | — | US100 Gold · (15 Wo.)US | Erstveröffentlichung: 22. Oktober 1974                                      |
| 1975 | Dressed to Kill                       | — | — | — | — | US32 Gold · (29 Wo.)US | Erstveröffentlichung: 19. März 1975                                         |
| 1976 | Destroyer                             | DE16 a (3 Wo.)DE | — | CH55 b (1 Wo.)CH | UK22 (5 Wo.)UK | US11 ×2Doppelplatin · (84 Wo.)US                                                                                                  | Erstveröffentlichung: 15. März 1976                                         |
| 1976 | Rock and Roll Over                    | DE39 (8 Wo.)DE | — | — | — | US11 Platin · (45 Wo.)US | Erstveröffentlichung: 11. November 1976                                     |
| 1977 | Love Gun                              | DE18 (2 Wo.)DE | — | — | — | US4 Platin · (27 Wo.)US | Erstveröffentlichung: 30. Juni 1977                                         |
| 1979 | Dynasty                               | DE8 (60 Wo.)DE | AT13 (14 Wo.)AT | — | UK50 (6 Wo.)UK | US9 Platin · (25 Wo.)US | Erstveröffentlichung: 23. Mai 1979                                          |
| 1980 | Unmasked                              | DE4 (30 Wo.)DE | AT3 (16 Wo.)AT | — | UK48 (3 Wo.)UK | US35 Gold · (14 Wo.)US | Erstveröffentlichung: 20. Mai 1980                                          |
| 1981 | Music from “The Elder”                | DE10 (18 Wo.)DE | AT12 (6 Wo.)AT | — | UK51 (3 Wo.)UK | US75 (11 Wo.)US | Erstveröffentlichung: 10. November 1981                                     |
| 1982 | Creatures of the Night                | DE42 (4 Wo.)DE | AT75 (1 Wo.)AT | CH35 (1 Wo.)CH | UK22 (4 Wo.)UK | US45 Gold · (19 Wo.)US | Erstveröffentlichung: 13. Oktober 1982 Charteinstieg in AT und CH erst 2022 |
| 1983 | Lick It Up                            | DE18 (10 Wo.)DE | AT13 (2 Wo.)AT | CH10 (7 Wo.)CH | UK7 (7 Wo.)UK | US24 Platin · (30 Wo.)US | Erstveröffentlichung: 18. September 1983                                    |
| 1984 | Animalize                             | DE25 (8 Wo.)DE | AT14 (2 Wo.)AT | CH9 (4 Wo.)CH | UK11 (4 Wo.)UK | US19 Platin · (38 Wo.)US | Erstveröffentlichung: 13. September 1984                                    |
| 1985 | Asylum                                | DE43 (4 Wo.)DE | — | CH15 (1 Wo.)CH | UK12 (3 Wo.)UK | US20 Gold · (29 Wo.)US | Erstveröffentlichung: 16. September 1985                                    |
| 1987 | Crazy Nights                          | DE44 (4 Wo.)DE | — | CH14 (7 Wo.)CH | UK4 (14 Wo.)UK | US18 Platin · (34 Wo.)US | Erstveröffentlichung: 18. September 1987                                    |
| 1989 | Hot in the Shade                      | DE46 (8 Wo.)DE | — | CH23 (3 Wo.)CH | UK35 (2 Wo.)UK | US29 Gold · (36 Wo.)US | Erstveröffentlichung: 17. Oktober 1989                                      |
| 1992 | Revenge                               | DE16 (16 Wo.)DE | AT14 (15 Wo.)AT | CH6 (11 Wo.)CH | UK10 (3 Wo.)UK | US6 Gold · (23 Wo.)US | Erstveröffentlichung: 19. Mai 1992                                          |
| 1997 | Carnival of Souls: The Final Sessions | DE36 (2 Wo.)DE | AT27 (1 Wo.)AT | — | — | US27 (4 Wo.)US | Erstveröffentlichung: 28. Oktober 1997                                      |
| 1998 | Psycho Circus                         | DE5 (6 Wo.)DE | AT25 (5 Wo.)AT | CH30 (3 Wo.)CH | UK47 (1 Wo.)UK | US3 Gold · (14 Wo.)US | Erstveröffentlichung: 22. September 1998                                    |
| 2009 | Sonic Boom                            | DE4 (9 Wo.)DE | AT6 (5 Wo.)AT | CH12 (5 Wo.)CH | UK24 (2 Wo.)UK | US2 (12 Wo.)US | Erstveröffentlichung: 6. Oktober 2009                                       |
| 2012 | Monster                               | DE6 (6 Wo.)DE | AT6 (5 Wo.)AT | CH8 (5 Wo.)CH | UK21 (2 Wo.)UK | US3 (7 Wo.)US | Erstveröffentlichung: 9. Oktober 2012                                       |

grau schraffiert: keine Chartdaten aus diesem Jahr verfügbar

## In der Populärkultur
- 1978 veröffentlichte die Band Cheap Trick das Lied Surrender, dessen zweite Hälfte der dritten Strophe lautet:

But when I woke up, Mom and Dad

Are rolling on the couch

Rolling numbers, rock and rollin'

Got my KISS records out
- Auf dem 1994 erschienenen Album The Blue Album der US-amerikanischen Alternative-Rock-Band Weezer heißt es in dem Lied In the Garage:

I've got posters on the wall

My favorite rock group KISS

I've got Ace Frehley

I've got Peter Criss

Waiting there for me

Yes, I do
- Die 1999 erschienene Filmkomödie Detroit Rock City handelt von vier Jugendlichen, die ein Konzert ihrer Lieblingsband Kiss besuchen wollen und dabei einige Schwierigkeiten überwinden müssen.
- Poison veröffentlichte im Jahr 2000 das Album Crack a Smile … And More. Im Lied Tragically Unhip heißt es:

I got an old waterbed

I like to trip into the dead

Keep a poster of KISS on my wall
- Auf dem 2003 veröffentlichten Album The War on Errorism der US-amerikanischen Punk-Band NOFX heißt es in dem Song We Got Two Jealous Agains: And I don’t want your Paul Stanley next to my Subhumans gatefold.
- Im Roman Abgeblockt von Harlan Coben beschreibt der Autor eine Person, deren Make-Up „den Mitgliedern der Gruppe Kiss als zu grell“ erscheinen würde.
- 2009: Bei einem Konzert von Keith Urban in Kansas City (Missouri) erschien Taylor Swift während des Songs Kiss a Girl als Ace Frehley verkleidet auf der Bühne. Auch die übrigen Mitglieder ihrer Band nahmen an diesem Streich teil und waren als Mitglieder von Kiss kostümiert.[63]
- Peter Griffin, Hauptfigur der Comicserie Family Guy, ist großer Kiss-Fan, was in frühen Episoden der Serie mehrfach thematisiert wurde. Paul Stanley und Gene Simmons hatten Gastauftritte in mehreren Folgen. In Folge 44 rettet die Band im fiktiven Weihnachtsfilm Kiss saves Santa den Weihnachtsmann aus der Gefangenschaft von Flugsauriern. Der Film-im-Film ist in der Aufmachung eine Parodie auf den realen Kinofilm Kiss – Von Phantomen gejagt.[64] Im Oktober 2020 wurde bekannt, dass die Band plant, Spirituosen in Zusammenarbeit mit der schwedischen Getränkefirma Brands for Fans in Europa, Japan und Australien auf den Markt zu bringen, die den Bandnamen nutzen. Die Zusammenarbeit zwischen Kiss und Brands for Fans folgte auf die frühere Arbeit von Brands for Fans mit anderen Musikern wie Motörhead, Slayer, Ghost, Judas Priest und Scorpions.[65] Zuerst wurde im Oktober 2020 der Kiss Black Diamond Rum herausgebracht.[66] Es folgten der Detroit Rock Premium Dark Rum[67], der Kiss Cold Gin[68] sowie der Kiss Cold Gin Navy Strength mit 57 Vol.-%[69].